# Olonne-sur-Mer
Olonne-sur-Mer és un municipi francès situat al departament de Vendée i a la regió de País del Loira. L'any 2007 tenia 12.510 habitants.

## Demografia

### Població
El 2007 la població de fet d'Olonne-sur-Mer era de 12.510 persones. Hi havia 5.273 famílies de les quals 1.413 eren unipersonals (552 homes vivint sols i 861 dones vivint soles), 2.043 parelles sense fills, 1.513 parelles amb fills i 304 famílies monoparentals amb fills.
La població ha evolucionat segons el següent gràfic:
Habitants censats

### Habitatges
El 2007 hi havia 6.492 habitatges, 5.349 eren l'habitatge principal de la família, 806 eren segones residències i 337 estaven desocupats. 5.992 eren cases i 407 eren apartaments. Dels 5.349 habitatges principals, 4.151 estaven ocupats pels seus propietaris, 1.154 estaven llogats i ocupats pels llogaters i 44 estaven cedits a títol gratuït; 125 tenien una cambra, 349 en tenien dues, 853 en tenien tres, 1.915 en tenien quatre i 2.106 en tenien cinc o més. 4.378 habitatges disposaven pel capbaix d'una plaça de pàrquing. A 2.545 habitatges hi havia un automòbil i a 2.310 n'hi havia dos o més.

### Piràmide de població
La piràmide de població per edats i sexe el 2009 era:
| Homes | Edats   | Dones |
| ----- | ------- | ----- |
| 4     | 95 o +  | 12    |
| 16    | 90 a 94 | 52    |
| 32    | 85 a 89 | 104   |
| 64    | 80 a 84 | 92    |
| 172   | 75 a 79 | 248   |
| 228   | 70 a 74 | 256   |
| 340   | 65 a 69 | 316   |
| 268   | 60 a 64 | 284   |
| 312   | 55 a 59 | 272   |
| 372   | 50 a 54 | 428   |
| 328   | 45 a 49 | 428   |
| 424   | 40 a 44 | 368   |
| 292   | 35 a 39 | 336   |
| 372   | 30 a 34 | 356   |
| 240   | 25 a 29 | 208   |
| 200   | 20 a 24 | 176   |
| 432   | 15 a 19 | 304   |
| 404   | 10 a 14 | 336   |
| 348   | 5 a 9   | 228   |
| 256   | 0 a 4   | 172   |

## Economia
El 2007 la població en edat de treballar era de 7.895 persones, 5.161 eren actives i 2.734 eren inactives. De les 5.161 persones actives 4.701 estaven ocupades (2.497 homes i 2.204 dones) i 460 estaven aturades (151 homes i 309 dones). De les 2.734 persones inactives 1.310 estaven jubilades, 731 estaven estudiant i 693 estaven classificades com a «altres inactius».

### Ingressos
El 2009 a Olonne-sur-Mer hi havia 5.711 unitats fiscals que integraven 13.313,5 persones, la mediana anual d'ingressos fiscals per persona era de 18.554 €.

### Activitats econòmiques
Dels 710  establiments que hi havia el 2007, 3 eren d'empreses extractives, 13 d'empreses alimentàries, 3 d'empreses de fabricació de material elèctric, 1 d'una empresa de fabricació d'elements pel transport, 38 d'empreses de fabricació d'altres productes industrials, 135 d'empreses de construcció, 160 d'empreses de comerç i reparació d'automòbils, 14 d'empreses de transport, 41 d'empreses d'hostatgeria i restauració, 18 d'empreses d'informació i comunicació, 40 d'empreses financeres, 43 d'empreses immobiliàries, 89 d'empreses de serveis, 64 d'entitats de l'administració pública i 48 d'empreses classificades com a «altres activitats de serveis».
Dels 187 establiments de servei als particulars que hi havia el 2009, 1 era una oficina del servei públic d'ocupació, 1 oficina de correu, 5 oficines bancàries, 2 funeràries, 12 tallers de reparació d'automòbils i de material agrícola, 2 tallers d'inspecció tècnica de vehicles, 2 autoescoles, 26 paletes, 27 guixaires pintors, 24 fusteries, 17 lampisteries, 15 electricistes, 6 empreses de construcció, 11 perruqueries, 2 veterinaris, 15 restaurants, 11 agències immobiliàries, 4 tintoreries i 4 salons de bellesa.
Dels 46 establiments comercials que hi havia el 2009, 2 eren hipermercats, 1 un supermercat, 2 grans superfícies de material de bricolatge, 1 una botiga de menys de 120 m², 4 fleques, 1 una carnisseria, 1 una botiga de congelats, 1 una peixateria, 1 una llibreria, 14 botigues de roba, 2 botigues d'equipament de la llar, 1 una sabateria, 8 botigues de mobles, 2 botigues de material esportiu, 1 una perfumeria, 1 una joieria i 3 floristeries.
L'any 2000 a Olonne-sur-Mer hi havia 51 explotacions agrícoles que ocupaven un total de 1.073 hectàrees.

## Equipaments sanitaris i escolars
El 2009 hi havia 5 farmàcies i 1 ambulància.
El 2009 hi havia 2 escoles maternals i 4 escoles elementals. A Olonne-sur-Mer  hi havia 1 col·legi d'educació secundària i 1 liceu tecnològic. Als col·legis d'educació secundària hi havia 585 alumnes i als liceus tecnològics 350.

## Poblacions més properes
El següent diagrama mostra les poblacions més properes.